# Marone (mitologia)
Marone o Maro (in greco antico: Μάρων?) è un personaggio dell'Odissea.

## Il mito
Figlio di Evante (altri lo considerano figlio di Enopione, Sileno o di Dioniso, e allievo di Sileno), era un sacerdote di Apollo a Ismara, la capitale del regno dei Ciconi. La sua casa si trovava accanto a un boschetto sacro al dio.
Dopo la distruzione di Troia, Ulisse con la sua flotta lasciò la Troade per far ritorno a Itaca; volendo assicurarsi le provviste per il viaggio, invase la terra dei Ciconi, che a suo tempo erano stati alleati di Priamo. Distrusse la capitale Ismara, uccidendo gran parte dei suoi abitanti. Irruppe anche nella casa del vecchio Marone ma, impietositosi, si astenne dal fargli del male e risparmiò anche la sua famiglia (Marone in età avanzata era diventato padre di un maschio). Il sacerdote per sdebitarsi gli fece dono di un otre contenente vino, col quale in seguito l'itacense avrebbe ubriacato Polifemo:
(Odissea)
Marone visse ancora alcuni anni e dopo la sua morte i Ciconi lo onorarono fondando una nuova città che prese nome da lui, Maronea: lì egli ricevette culto eroico in un santuario.